# Halowe Mistrzostwa Europy w Lekkoatletyce 2013 – bieg na 3000 m kobiet
Bieg na 3000 metrów kobiet – jedna z konkurencji rozegranych podczas halowych lekkoatletycznych mistrzostw Europy w hali Scandinavium w Göteborgu.

## Rekordy
| Rekord świata                        | Meseret Defar       | 8:23,72 | Stuttgart, Niemcy  | 3 lutego 2007  |
| Rekord Europy                        | Lilija Szobuchowa   | 8:27,86 | Moskwa, Rosja      | 17 lutego 2006 |
| Rekord mistrzostw Europy             | Fernanda Ribeiro    | 8:39,49 | Sztokholm, Szwecja | 9 marca 1996   |
| Najlepszy wynik na świecie w sezonie | Genzebe Dibaba      | 8:26,95 | Sztokholm, Szwecja | 21 lutego 2013 |
| Najlepszy wynik w Europie w sezonie  | Swietłana Kiriejewa | 8:48,27 | Moskwa, Rosja      | 12 lutego 2013 |

## Terminarz
| Data    | Godzina |            |
| ------- | ------- | ---------- |
| 2 marca | 12:25   | Eliminacje |
| 3 marca | 12:10   | Finał      |

## Rezultaty
| NR – rekord kraju \| WL – najlepszy tegoroczny wynik na listach światowych \| EL - najlepszy tegoroczny wynik na listach europejskich |
| SB – najlepszy wynik w sezonie \| PB – rekord życiowy                                                                                 |

### Eliminacje
Rozegrano 2 biegi eliminacyjne, do których przystąpiło 18 biegaczek. Awans do finału dawało zajęcie jednego z pierwszych czterech miejsc w swoim biegu (Q). Skład finału uzupełniły cztey zawodniczki z najlepszymi czasami wśród przegranych (q).

#### Bieg 1
| Poz. | Tor | Zawodniczka        | Reprezentacja   | Czas    | Uwagi |
| ---- | --- | ------------------ | --------------- | ------- | ----- |
| 1    | 9   | Sara Moreira       | Portugalia      | 9:01,00 | Q     |
| 2    | 2   | Lauren Howarth     | Wielka Brytania | 9:03,30 | Q     |
| 3    | 8   | Fionnuala Britton  | Irlandia        | 9:03,30 | Q     |
| 4    | 5   | Jelena Korobkina   | Rosja           | 9:04,89 | Q     |
| 5    | 7   | Poļina Jeļizarova  | Łotwa           | 9:05,96 | q     |
| 6    | 6   | Roxana Bârcă       | Rumunia         | 9:09,09 | q     |
| 7    | 3   | Dudu Karakaya      | Turcja          | 9:09,70 | q     |
| 8    | 1   | Paula González     | Hiszpania       | 9:17,76 |       |
| 9    | 4   | Charlotta Fougberg | Szwecja         | 9:21,15 |       |

#### Bieg 2
| Poz. | Tor | Zawodniczka          | Reprezentacja | Czas    | Uwagi |
| ---- | --- | -------------------- | ------------- | ------- | ----- |
| 1    | 3   | Natalja Aristarchowa | Rosja         | 9:02,61 | Q     |
| 2    | 6   | Corinna Harrer       | Niemcy        | 9:03,41 | Q     |
| 3    | 5   | Almensch Belete      | Belgia        | 9:04,41 | Q     |
| 4    | 1   | Christine Bardelle   | Francja       | 9:06,50 | Q     |
| 5    | 7   | Ancuța Bobocel       | Rumunia       | 9:09,22 | q     |
| 6    | 8   | Silvia Weissteiner   | Włochy        | 9:12,73 |       |
| 7    | 4   | Teresa Urbina        | Hiszpania     | 9:23,65 |       |
| 8    | 9   | Ercilia Machado      | Portugalia    | 9:35,97 |       |
| —    | 2   | Layeş Abdullayeva    | Azerbejdżan   | —       | DNF   |

### Finał
| Poz. | Tor | Zawodniczka          | Reprezentacja   | Czas    | Uwagi |
| ---- | --- | -------------------- | --------------- | ------- | ----- |
|      | 3   | Sara Moreira         | Portugalia      | 8:58,50 |       |
|      | 9   | Corinna Harrer       | Niemcy          | 9:00,50 |       |
|      | 5   | Fionnuala Britton    | Irlandia        | 9:00,54 |       |
| 4    | 11  | Jelena Korobkina     | Rosja           | 9:00,59 |       |
| 5    | 4   | Almensch Belete      | Belgia          | 9:03,89 |       |
| 6    | 8   | Lauren Howarth       | Wielka Brytania | 9:04,04 |       |
| 7    | 10  | Christine Bardelle   | Francja         | 9:08,62 |       |
| 8    | 12  | Poļina Jeļizarova    | Łotwa           | 9:09,86 |       |
| 9    | 2   | Roxana Bârcă         | Rumunia         | 9:10,51 |       |
| 10   | 6   | Dudu Karakaya        | Turcja          | 9:15,07 |       |
| 11   | 1   | Ancuța Bobocel       | Rumunia         | 9:18,37 |       |
| 12   | 7   | Natalja Aristarchowa | Rosja           | 9:23,28 |       |